# Jonas Larholm
Jonas Larholm, švedski rokometaš, * 3. junij 1982.
Z švedsko rokometno reprezentanco se je udeležil svetovnega prvenstva v rokometu leta 2011. Leta 2012 je z reprezentanco osvojil naslov olimpijskega podprvaka.